# مقبرة جبل الزيتون اليهودية

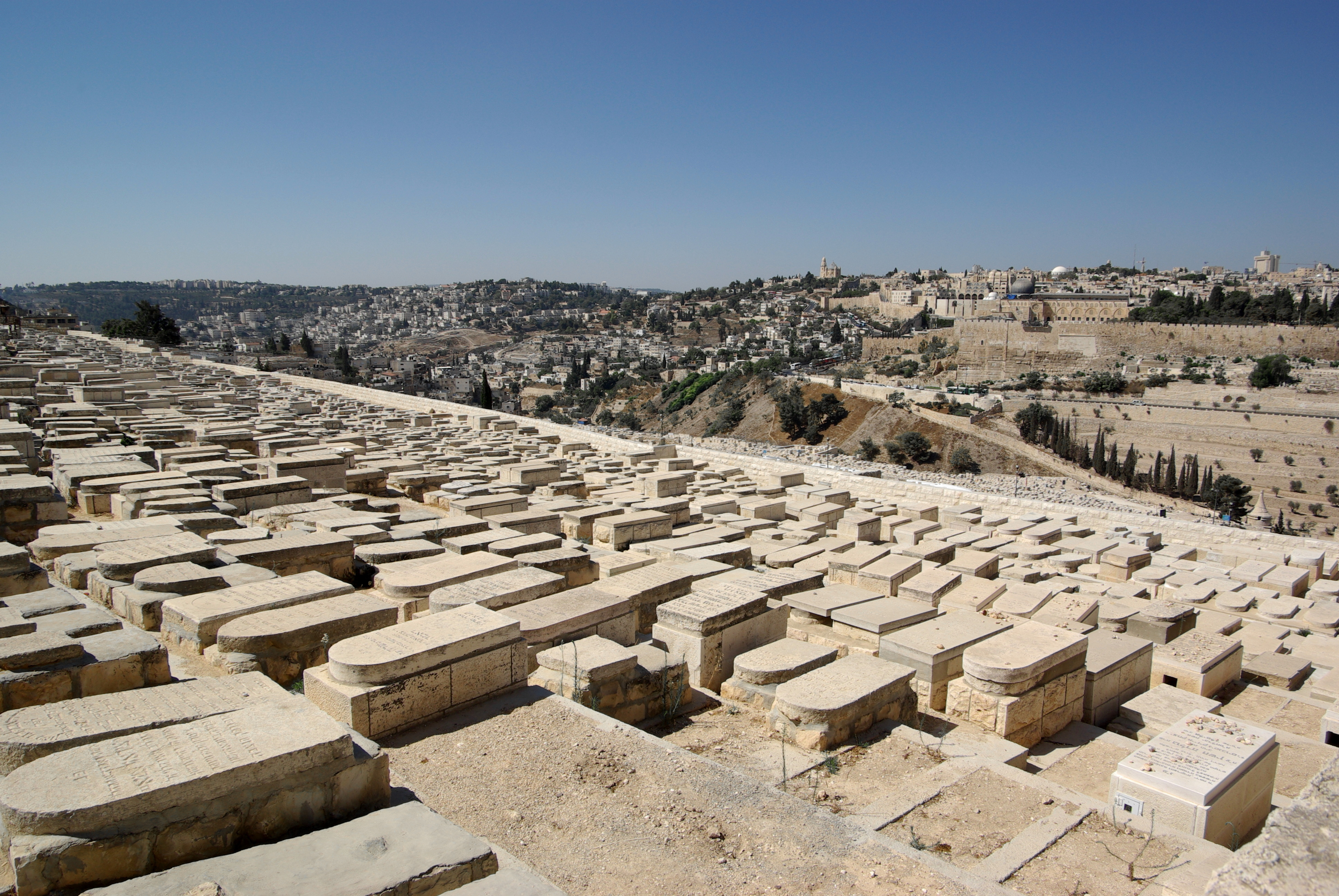
مقبرة جبل الزيتون اليهودية.

مقبرة جبل الزيتون اليهودية بما في ذلك مقبرة سلوان، هي أقدم وأهم مقبرة في القدس. بدأ الدفن على جبل الزيتون منذ حوالي 3000 سنة في فترة الهيكل الأولى، ويستمر حتى يومنا هذا. تحتوي المقبرة على ما يتراوح بين 70 ألفاً و200 أو 300 ألف مقبرة من فترات مختلفة، بما في ذلك مقابر الشخصيات الشهيرة في التاريخ اليهودي.

## أعلام
- شموئيل يوسف عجنون
- إليعيزر بن يهودا
- مناحم بيجن

## وصلات خارجية
- الموقع الرسمي